# Танец мотылька
«Танец мотылька» (латыш. Tauriņdeja) — художественный фильм режиссёра Ольгерта Дункерса, снятый по мотивам рассказа Зигмунда Скуиньша «Карьера» на Рижской киностудии в 1971 году.

## Сюжет
Талантливый человек, Харий Маурс, в погоне за успехом готов идти на любую сделку со своей совестью. Занятия спортом и выступления в музыкальном ансамбле не сулят близкой выгоды, и он легко порывает с ними.
Случай сводит его с Нино — женой приехавшего в Ригу на съёмки известного режиссёра. Не стесняясь, он использует своё знакомство для утверждения в новом для себя амплуа актёра.
Через некоторое время имя Хария Маурса появляется на афишах самых кассовых фильмов. Бывшие коллеги не скрывают удивления при виде столь удачной карьеры. Элегантный костюм и новый иностранный автомобиль приводят в восхищение поклонниц.
Однако вскоре становится понятным, что под маской любимца фортуны прячется обыкновенный самовлюблённый лжец. Желание брать от жизни много и не давать взамен ничего приводит героя к неизбежному трагичному финалу.

## В ролях
- Бруно Оя — Харий Маурс
- Астрида Кайриша — Иева
- Вия Артмане — Нино
- Элза Радзиня — Анна
- Карлис Себрис — Филипп
- Михаил Хижняков — Борис Яковлевич
- Эгонс Бесерис — сосед
- Регина Разума — Соня
- Анда Зайце — журналистка
- Улдис Думпис — мужчина в баре

## Съёмочная группа
- Автор сценария: Зигмунд Скуиньш
- Режиссёр-постановщик: Ольгерт Дункерс
- Оператор-постановщик: Микс Звирбулис
- Композитор: Раймонд Паулс
- Художник-постановщик: Гунар Земгалс